# Maurice-Junior Dalé
Maurice-Junior Dalé, dit Junior Dalé, né à Martigues (Bouches-du-Rhône) le 12 juillet 1985, est un footballeur français d'origine ivoirienne évoluant au poste d'attaquant à l'ES Fos-sur-Mer.

## Biographie

### Les débuts en amateur
Issu d'un quartier au nord-est de Martigues appelé « Canto Perdrix », il débute au haut niveau en CFA, au FC Martigues, où il connait la montée en National, puis la descente en CFA à l'issue de la saison 2007-2008. Il termine sa dernière saison dans l'équipe martégale avec un total de 15 réalisations en 37 rencontres de championnat ce qui lui vaut d'être repéré par les recruteurs de l'AJ Auxerre qui lui font passer un essai à quelques semaines de la fin de son contrat avec Martigues.

### De la réserve d'Auxerre à l'AC Arles-Avignon
Il est alors transféré à l'AJ Auxerre. Il dispute son premier match en Ligue 1 contre le Paris Saint-Germain le 13 décembre 2008 à l'occasion de la 18e journée. Il rentre alors à quatre minutes du terme de la partie.
Cette apparition en professionnel sera la seule de sa saison qu'il continuera avec la réserve bourguignonne. C'est donc logiquement qu'il quitte la formation auxerroise pour rejoindre l'AC Arles-Avignon, fraîchement promu en Ligue 2. Le club provençal le titularise à 32 reprises en championnat et il inscrit alors 10 buts en 34 rencontres.

### Une mauvaise expérience à l'étranger
À l'issue d'une saison prolifique où sa formation accède à la Ligue 1, il est transféré pour 300 000 euros au club roumain d'Unirea Urziceni et y signe pour trois saisons,,.
Après quelques semaines en Roumanie et une élimination durant le tour préliminaire de la Ligue des champions 2010-2011, son nouveau club, qui fait face à de grandes difficultés financières, le prête comme la majorité des joueurs et il prend donc la direction de la Grèce et du Panserraikos FC, nouvellement promu en première division grecque,. Mais en Grèce, il n'inscrit que deux buts et décide de rentrer en France à l'issue de la saison.

### Retour en France
À la suite de ce nouvel échec en Grèce, Landry Chauvin, fraîchement nommé à la tête de l'équipe du FC Nantes, décide de le relancer en lui faisant signer un contrat courant jusqu'en juin 2013,. Le 27 août 2011, il marque son premier but à Tours et la rencontre se termine sur le score de 2-1 en faveur des locaux. Son temps de jeu étant limité, il est prêté en janvier 2012 à son ancienne formation de l'AC Arles-Avignon jusqu'à la fin de la saison. Après cinq réalisations en 17 rencontres sous le maillot provençal, il est définitivement acquis à titre gratuit par l'ACA. Le 22 juin, le journal La Provence annonce qu'il est définitivement transféré au club provençal.
Au début de la saison 2012-2013, il participe régulièrement aux rencontres de l'AC Arles-Avignon mais se blesse en octobre et reste éloigné des terrains jusqu'au mois de mars. Il marque son retour à l'occasion de la 27e journée face à l'AJ Auxerre, club qui lui a permis de découvrir le professionnalisme en 2008. Sa fin de saison est convaincante et il demeure sur sa lancée l'année suivante où il débute en inscrivant sa première réalisation dès l'entame du championnat face au Havre AC. À l'issue de la 10e journée, il est meilleur buteur son équipe avec cinq buts dont un doublé face au SM Caen.
Le 30 juin 2014 et après une bonne saison avec onze buts inscrits en trente-cinq rencontres, Maurice-Junior Dalé résilie son contrat avec le club provençal tandis qu'il lui reste un an, il est alors pressenti pour rejoindre l'AS Nancy-Lorraine. Confirmant les rumeurs, Dalé s'engage avec l'AS Nancy-Lorraine le lendemain de sa résiliation de contrat avec l'AC Arles-Avignon pour une durée de deux ans, ainsi qu'une année supplémentaire en option.
Laissé libre en septembre 2019 par Nancy, il retrouve son club de formation, le FC Martigues, où il signe le 10 janvier 2020.

## Statistiques
| Saison                | Club                    | Championnat           | Championnat | Championnat | Coupe nationale | Coupe nationale | Coupe de la Ligue | Coupe de la Ligue | Compétition(s) continentale(s) | Compétition(s) continentale(s) | Compétition(s) continentale(s) | Total | Total |
| Saison                | Club                    | Division              | M.          | B.          | M.              | B.              | M.                | B.                | Comp.                          | M.                             | B.                             | M.    | B.    |
| 2006-2007             | FC Martigues            | National              | 11          | 0           | 0               | 0               | -                 | -                 | -                              | -                              | -                              | 11    | 0     |
| 2007-2008             | FC Martigues            | National              | 37          | 15          | 5               | 1               | -                 | -                 | -                              | -                              | -                              | 42    | 16    |
| Sous-total            | Sous-total              | Sous-total            | 48          | 15          | 5               | 1               | -                 | -                 | -                              | -                              | -                              | 53    | 16    |
| 2008-2009             | AJ Auxerre              | Ligue 1               | 1           | 0           | -               | -               | -                 | -                 | -                              | -                              | -                              | 1     | 0     |
| 2009-2010             | AC Arles-Avignon        | Ligue 2               | 34          | 10          | 1               | 0               | -                 | -                 | -                              | -                              | -                              | 35    | 10    |
| 2010-2011             | Unirea Urziceni         | Liga I                | 2           | 0           | 1               | 0               | -                 | -                 | C1+C3                          | 2+2                            | 0+0                            | 7     | 0     |
| 2010-2011             | Panserraikos FC (prêt)  | Super League          | 29          | 2           | 2               | 0               | -                 | -                 | -                              | -                              | -                              | 31    | 2     |
| 2011-2012             | FC Nantes               | Ligue 2               | 8           | 1           | -               | -               | 3                 | 0                 | -                              | -                              | -                              | 11    | 1     |
| 2011-2012             | AC Arles-Avignon (prêt) | Ligue 2               | 17          | 5           | -               | -               | -                 | -                 | -                              | -                              | -                              | 17    | 5     |
| 2012-2013             | AC Arles-Avignon        | Ligue 2               | 21          | 4           | -               | -               | 2                 | 1                 | -                              | -                              | -                              | 23    | 5     |
| 2013-2014             | AC Arles-Avignon        | Ligue 2               | 34          | 11          | 1               | 0               | -                 | -                 | -                              | -                              | -                              | 35    | 11    |
| Sous-total            | Sous-total              | Sous-total            | 72          | 20          | 1               | 0               | 2                 | 1                 | -                              | -                              | -                              | 75    | 21    |
| 2014-2015             | AS Nancy-Lorraine       | Ligue 2               | 37          | 5           | 2               | 0               | 2                 | 0                 | -                              | -                              | -                              | 41    | 5     |
| 2015-2016             | AS Nancy-Lorraine       | Ligue 2               | 36          | 13          | 1               | 0               | 2                 | 1                 | -                              | -                              | -                              | 39    | 14    |
| 2016-2017             | AS Nancy-Lorraine       | Ligue 1               | 25          | 3           | 1               | 0               | 4                 | 2                 | -                              | -                              | -                              | 30    | 5     |
| Sous-total            | Sous-total              | Sous-total            | 98          | 21          | 4               | 0               | 8                 | 3                 | -                              | -                              | -                              | 110   | 24    |
| 2017-2018             | Giresunspor             | 1. Lig                | 15          | 4           | 2               | 2               | -                 | -                 | -                              | -                              | -                              | 17    | 6     |
| 2017-2018             | AS Nancy-Lorraine       | Ligue 2               | 15          | 1           | -               | -               | -                 | -                 | -                              | -                              | -                              | 15    | 1     |
| 2018-2019             | AS Nancy-Lorraine       | Ligue 2               | 12          | 1           | 2               | 1               | 2                 | 0                 | -                              | -                              | -                              | 16    | 2     |
| Sous-total            | Sous-total              | Sous-total            | 27          | 2           | 2               | 1               | 2                 | 0                 | -                              | -                              | -                              | 31    | 3     |
| Total sur la carrière | Total sur la carrière   | Total sur la carrière | 334         | 75          | 18              | 4               | 15                | 4                 | -                              | 4                              | 0                              | 371   | 83    |